# تمردات الشوبك
كانت تمردات الشوبك سلسلة من الانتفاضات ضد السلطة العثمانية في بلدة الشوبك التي تقع في شرق الأردن وقد وقعت في عامي 1900 و 1905. بدأت التمرد الثاني بعد أن بدأت القوات العثمانية في وضع نساء المدينة في أعمال السخرة، والتي تعتبر عملًا عقابيًا متعمدًا ضد سكان الشوبك الذين كانوا في كثير من الأحيان متمردين. تمرد سكان الشوبك وتمكنوا من حشد البدو المجاورين معهم؛ تمت معاقبة مرتكبي الأعمال العسكرية بوحشية من خلال بعثة عثمانية أرسلت من الكرك، شمال الشوبك.
زعماء ثورة الشوبك:
1. مصلح الهباهبة
2. مطلق حسن البدور
3. احمد خلف الغنميين

أبو العباس القلقشندي

## تمرد الشوبك عام 1900
في عام 1900، تمرد سكان الشوبك أدت الضرائب الفادحة التي فرضتها سلطات الدولة العثمانية مع عدم وجود خدمات مقدمة من الدولة في المقابل. وخلال ذاك التمرد، تسلق سكان الشوبك قلعة مونتريال الصليبية في المدينة وقتلوا عددًا من الجنود العثمانيين. وبعد فشل انتشار التمرد إلى البلدات المجاورة وقمعه بسرعة، كان سكان الشوبك حريصين على تمرد آخر.

## ثورة الشوبك عام 1905

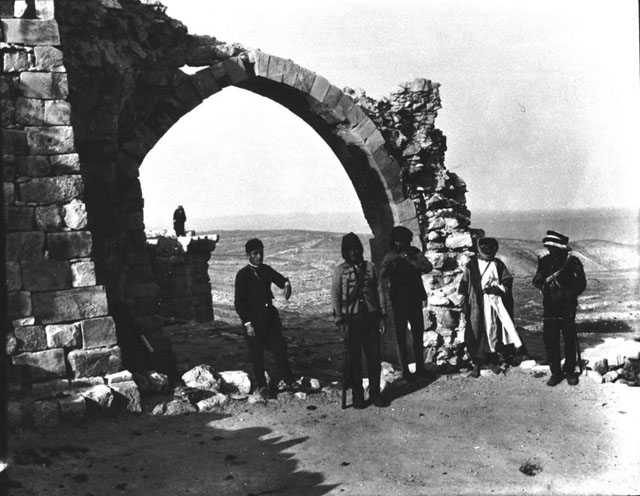
أهالي الشوبك المحيطة بأطلال الكنيسة عام 1900.

بدأت التمرد الثاني في مايو 1905، بعد أن بدأت القوات العثمانية في وضع نساء المدينة في أعمال السخرة، حيث كُلِّفن بحمل المياه من الينابيع في عمق الوادي إلى قلعة مونتريال أعلى المكان الذي تتمركز فيه القوات. ربما كان هذا عملًا عقابيًا متعمد ضد سكان الشوبك، الذين كانوا في كثير من الأحيان متمردين. ثار أهل الشوبك لأنهم اعتبروا إذلال نساءهم اعتداءً على شرفهم. هاجم السكان الجنود العثمانيين وطردوهم من القلعة، ولجأوا إليها.
يقول المؤرخ سليمان الموسى إن السلطات العثمانية تعمدت أهانة العرب الذين تحت حكمها من أجل استفزازهم إلى تمرد. أرسل المعتصم من بلدة الكرك القريبة رحلة استكشافية خاصة تضم 100 فرسان مسلحين لمواجهة المتمردين. انضم البدو في المنطقة إلى المتمردين ورفضوا معًا تسليم القلعة للعثمانيين. داهم الفرسان المدينة وقتلوا عددًا من سكانها وأعادوا احتلال القلعة وصادروا عددًا من ممتلكات سكان المدينة.

## ما بعد الأحداث
تسببت أحداث الشوبك في زيادة التوترات بين العرب والسلطات العثمانية، ويعتقد أنها ساهمت في الدعم المحلي للتمرد العربي الكبير ضد العثمانيين في عام 1916.